# 1984년 하계 올림픽 야구
제23회 하계 올림픽 야구경기는 1984년 7월 31일부터 8월 7일까지 미국 로스앤젤레스에서 열렸다. 시범 경기로 열린 이 대회에는 여덟 나라가 참가했다.